# Kloštar
 Kloštar  ( másképpen Mihovil nad Limom, olaszul: San Michele di Leme) falu Horvátországban Isztria megyében. Közigazgatásilag Vrsarhoz tartozik.

## Fekvése
Az Isztriai-félsziget nyugati részén, a Poreština területén Porečtől 15 km-re délkeletre, községközpontjától 10 km-re keletre, a Lim-öböl északi partja felett fekszik. Tőle keletre ágazik le a 21-es számú Póla-Trieszt főútról a Vrsar felé menő 5002-es számú út.

## Története
A bencés kolostor helyén már a 6. században a bencések által épített keresztény templom állt. Ezt a templomot valószínűleg egy avar-szláv támadás során rombolták le, de a 9. században újjáépítették.  A 10. század végén ugyancsak a bencések alapítottak kolostort ezen a helyen. A kolostor a környező vidék nemeseinek adományaiból csakhamar jelentős birtok központjává vált. A kolostorban élt egy ideig 1002 körül Szent Romuald, akit a kolostor alapítójának is tartanak. Szent Romuald Ravennában született 956-ban a gazdag Onesti családban és megalapította a kamalduli szerzetesrendet, az Isztrián pedig a kloštari mellett a ma Kanfanarhoz tartozó Dvigradhoz közeli Szent Petronella kolostort is ő alapította.
1041-ben a kolostor apátja Giovanni felépíttette a réginél sokkal nagyobb Szent Mihály templomot. A két templommal szemben egy másik nagy épület romjai is látszanak, melyet egy századokkal később épített vár romjainak tartanak. 1300-ban a szerzetesek elhagyták a kolostort és Bonifacio poreči püspök 1305-ben úgy határozott, hogy a templomos lovagoknak adja. 1314-ben kamalduli szerzetesek érkeztek ide. A kolostor a 15. századig a poreči püspökhöz, egyházjogilag az aquileiai pátriárkához tartozott. 1516-ban járvány pusztított, majd az osztrák-velencei háborútól szenvedett. A szerzetesek csak 1528-ban tértek újra vissza az ősi falak közé.
A bencések X. Ince pápa rendeletére 1652-ben hagyták el a kolostort, amely 1707-től világi birtok lett, majd egészségügyi okok miatt kiürítették. 1771-ben a trevisoi Coletti gróf vásárolta meg, aki abban az isőben Porečen élt. 19. század közepén a család kihalása után osztrák állami tulajdon lett. Az osztrák hatóságok laktanyaként használták, majd erdőőröket szállásoltak el benne.
A falunak 1900-ban 34, 1910-ben 18 lakosa volt. Az első világháború következményei nagy politikai változásokta hoztak az Isztrián. 1920-tól 1943-ig az Isztriával együtt olasz uralom alá tartozott. Az olasz kapitulációt (1943. szeptember 8.) követően az Isztria német megszállás alá került, mely 1945-ig tartott. A település végül csak 1945 május elején szabadult fel. A háborút hosszas diplomáciai harc követte Jugoszlávia és Olaszország között az Isztria birtoklásáért. Az 1947-es párizsi békekonferencia Jugoszláviának ítélte. 1991-óta a független Horvátországhoz tartozik. 2011-ben 39 lakosa volt, mezőgazdaságból (gabona, szőlő, olajbogyó) és állattartásból éltek.

## Nevezetességei
- Mihály arkangyal tiszteletére szentelt templomát kora román stílusban a 11. században építették félköríves apszissal. Az apszisban fennmaradtak az ismeretlen bencés mester által alkotott falfestmények töredékei (jelenetek Szent István vértanúságából és az apátok ábrázolásai).
- Mellette látható a 6. századi bencés templom benne az egykori falfestmények nyomaival.
- Az egykori bencés kolostor épületegyüttese[2] ma romokban áll, benne még látható a ciszterna kútkávája. A kolostort már a 11. században említik, és a legenda szerint Szent Romuald alapította a század első felében. A szakrális épületektől északra, délre és keletre csontvázas temetkezésű sírokat fedeztek fel.

## Lakosság
| Lakosság változása | Lakosság változása | Lakosság változása | Lakosság változása | Lakosság változása | Lakosság változása | Lakosság változása | Lakosság változása | Lakosság változása | Lakosság változása | Lakosság változása | Lakosság változása | Lakosság változása | Lakosság változása | Lakosság változása | Lakosság változása |
| ------------------ | ------------------ | ------------------ | ------------------ | ------------------ | ------------------ | ------------------ | ------------------ | ------------------ | ------------------ | ------------------ | ------------------ | ------------------ | ------------------ | ------------------ | ------------------ |
| 1857               | 1869               | 1880               | 1890               | 1900               | 1910               | 1921               | 1931               | 1948               | 1953               | 1961               | 1971               | 1981               | 1991               | 2001               | 2011               |
| 0                  | 0                  | 0                  | 0                  | 34                 | 18                 | 0                  | 0                  | 92                 | 73                 | 61                 | 48                 | 46                 | 40                 | 42                 | 39                 |